# Pedipes
Genre
Pedipes est un genre d’escargots terrestres de petit taille de la famille des Ellobiidae, peuplant les rivages de mangroves ou les littoraux caillouteux des mers du globe.
Le nom, Pedipes, fait référence au mode de déplacement « pédestre » de l’animal, qui déplace d’abord la moitié antérieure de son pied puis la partie postérieure, semblant avancer par pas.

## Systématique
Le genre Pedipes a été créé en 1821 par le naturaliste français André d'Audebert de Férussac (1786-1836) avec pour espèce type Pedipes pedipes.

## Description
Les espèces rattachées au genre Pedipes se caractérisent par une coquille globuleuse à rainures spirales généralement marquées, dotée de deux fortes dents columellaires, une dent pariétale large et oblique située postérieurement, et une dent calleuse très visible sur la lèvre externe, opposée à la dent pariétale.
La coquille est blanche à brun foncé, longue au plus de 6 mm, à spire basse, avec jusqu’à cinq tours convexes s’accroissant rapidement. Le dernier tour représente en moyenne les cinq sixième de la longueur de la coquille.
L’ouverture forme 70 % de la longueur du dernier tour. Elle est ovale, largement arrondie à la base, laissant apparaître une partie plate et creuse de la columelle, et deux fortes dents columellaires, la postérieure étant la plus développée. Le bord interne de l’ouverture présente aussi une dent pariétale très avancée, oblique. Le bord externe de l’ouverture est aigu, lisse ou marqué d’une dent épaisse opposé à la dent pariétale.
Contra la plupart des espèces de la famille des Ellobiidae, les tours internes de la spire ne sont pas résorbés.
Le protoconque est lisse, translucide, jaunâtre à brun.
L’animal est grisâtre, à pied divisé transversalement et à longues tentacules appointées, à base transparente et extrémité noirâtre.

## Liste des espèces
Selon World Register of Marine Species (30 novembre 2022) :
- Pedipes affinis A. Férussac, 1821
- Pedipes amplicatus (Jickeli, 1874)
- Pedipes angulatus C. B. Adams, 1852
- Pedipes bodomoli Perugia, 2021
- Pedipes deschampsi Ancey, 1887
- Pedipes dohrni d'Ailly, 1896
- Pedipes jouani Montrouzier, 1862
- Pedipes leoniae Ancey, 1887
- Pedipes mirabilis (Megerle von Mühlfeld, 1816)
- Pedipes moreleti (Pilsbry & Bequaert, 1927)
- Pedipes ovalis C. B. Adams, 1849
- Pedipes pedipes (Bruguière, 1789)
- Pedipes sandwicensis Pease, 1860
- Pedipes unisulcatus Cooper, 1866

## Distribution
Le genre Pedipes est connu des littoraux des mers chaudes ou tropicales à travers le monde.

## Écologie
Les espèces du genre Pedipes vivent dans les mangroves, où ils abondent sous les feuilles et branches mortes en dessous du niveau de plus haute marée. Elles fréquentent également le long des littoraux rocheux dans les fissures et sous les cailloux couverts par les vagues lors des hautes marées.